# New Bussa
New Bussa este un oraș din Nigeria. În 2007 avea 24.449 de locuitori.